# Journal of Mineralogical and Petrological Sciences
Journal of Mineralogical and Petrological Sciences (abrégé en J. Mineral. Petrol. Sci.) est une revue scientifique à comité de lecture qui publie des articles de recherches dans les domaines de la minéralogie, de la pétrologie et de la géochimie.
D'après le Journal Citation Reports, le facteur d'impact de ce journal était de 1,472 en 2018. Actuellement, le directeur de publication est Akira Yoshiasa.

## Histoire
La revue est issue de la fusion, en 2000, de deux anciennes revues : Mineralogical Journal (fondé en 1953) et Journal of the Japanese Association of Mineralogists, Petrologists and Economic Geologists (fondé en 1941).